# Drzewo Oliwne (Grecja)
Drzewo Oliwne (gr. Ελιά) – koalicja greckich centrolewicowych i lewicowych partii politycznych.

## Historia
Sojusz został zawiązany w marcu 2014 celem wspólnego startu w wyborach europejskich w tym samym roku. Główną partią koalicji został Panhelleński Ruch Socjalistyczny. Do PASOK-u dołączyły także mniejsze lewicowe organizacje polityczne.
W głosowaniu z 25 maja 2014 Drzewo Oliwne uzyskało 8,02% głosów, co przełożyło się na 2 mandaty w Europarlamencie VIII kadencji, które uzyskali przedstawiciele PASOK-u (Nikos Andrulakis i Ewa Kaili). Szyld Drzewa Oliwnego nie był wykorzystywany w kolejnych wyborach.